# Jeļena Ostapenková
Jeļena Ostapenková (nepřechýleně Ostapenko, * 8. června 1997 Riga) je lotyšská profesionální tenistka. Na grandslamu zvítězila ve dvouhře French Open 2017 a s Ljudmylou Kičenokovou ve čtyřhře US Open 2024. Na juniorce vybojovala titul ve wimbledonské dvouhře 2014. Ve své dosavadní kariéře na okruhu WTA Tour vyhrála devět singlových a jedenáct deblových turnajů. V rámci okruhu ITF získala sedm titulů ve dvouhře a osm ve čtyřhře.
Na žebříčku WTA byla ve dvouhře nejvýše klasifikována v březnu 2018 na 5. místě a ve čtyřhře pak v říjnu 2024 na 4. místě. V roce 2022 ji začal trénovat Stanislav Chmarský. Na juniorském kombinovaném žebříčku ITF dosáhla maxima v září 2014, kdy figurovala na 2. příčce.
V lotyšském týmu Billie Jean King Cupu debutovala v roce 2013 základním blokem 2. skupiny zóny Evropy a Afriky proti Finsku, v němž k výhře 3:0 na zápasy pomohla dvěma singlovými vítězstvími. Do listopadu 2024 v soutěži nastoupila k třiceti dvěma mezistátním utkáním s bilancí 22–13 ve dvouhře a 15–8 ve čtyřhře.
Na zahajovacím ceremoniálu Letních olympijských her 2020 v Tokiu byla s basketbalistou Agnisem Čavarsem vlajkonoškou lotyšské výpravy.

## Soukromý život
Otec ukrajinského původu Jevgenijs Ostapenko jako fotbalový brankář chytal za FC Metalurg Záporoží. Matka Jeļena Jakovlevová ji trénovala od pěti let až do ledna 2017. Do 12 let se Jeļena Ostapenková intenzivně věnovala také tanci. Hovoří rusky, lotyšsky a anglicky. Poloviční bratr Maxim Ostapenko studoval umění v Los Angeles.

## Tenisová kariéra
V juniorské kategorii získala titul ve dvouhře Wimbledonu 2014, když v semifinále přehrála Markétu Vondroušovou a ve finále porazila osmou nasazenou Slovenku Kristínu Schmiedlovou po třísetovém průběhu.
Debutem na okruhu WTA Tour se stala kvalifikace moskevského Kremlin Cupu 2012, kde na divokou kartu vypadla v úvodní fázi s Olgou Pučkovovou.
První ženský turnaj v hlavní soutěži okruhu WTA Tour odehrála na zářijovém Tashkent Open 2014, do kterého obdržela divokou kartu od pořadatelů. V úvodním kole zdolala Šachar Pe'erovou, aby poté nestačila na Rusku Xeniji Pervakovou.
Na nejvyšší grandslamové úrovni se premiérovým startem v hlavní soutěži stal Wimbledon 2015, do něhož získala divokou kartu, jakožto úřadující juniorská šampionka turnaje. V roli 147. hráčky žebříčku na úvod překvapivě vyřadila devátou nasazenou Španělku Carlu Suárezovou Navarrovou ve dvou setech. Jednalo se o její první výhru nad členkou elitní světové desítky. V druhém kole však ve dvou setech podlehla francouzské tenistce Kristine Mladenovicové.
Podruhé hráčku z Top 10 zastavila ve třetím kole Qatar Total Open 2016, když na její raketě dohrála světová osmička Petra Kvitová. Následně prošla až do finále, kde ji necelý rok starou porážku oplatila Carla Suárezová Navarrová. V následném vydání žebříčku WTA se posunula na dosavadní kariérní maximum, když poprvé figurovala v první padesátce, a to na 41. pozici.

### 2017: První grandslamová trofej na French Open a průnik do Top 15
Sezónu rozehrála na ASB Classic v roli sedmé nasazené, kde po výhrách nad Marinou Erakovicovou, Mirjanou Lučićovou Baroniovou a Madison Brengleovou prošla do semifinále, které byla ve třetí sadě proti Lauren Davisové nucena skrečovat pro příznaky onemocnění.

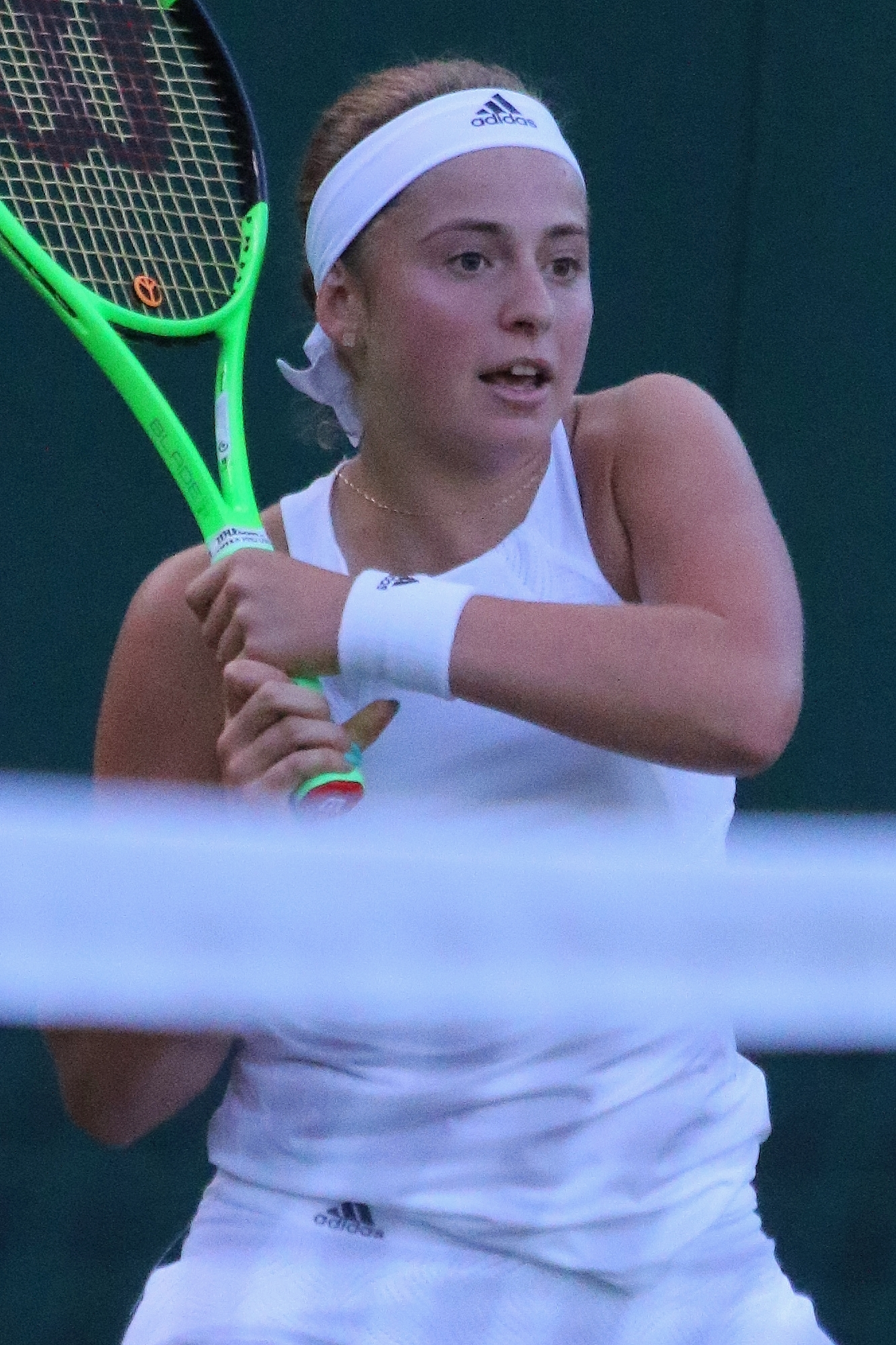
Ve Wimbledonu 2017

Úvodní major Australian Open pro ni znamenal premiérový postup do třetího kola singlové grandslamové soutěže po vyřazení 31. nasazené hráčky, Kazašky Julie Putincevové. Ve třetí fázi turnaje ztratila během rozhodující sady výhodu dvou prolomených podání a vedení 5–2 na gamy proti tehdejší páté tenistce žebříčku, Češce Karolíně Plíškové. Ani jedním ze svých servisů však nedokázala zápas ukončit a nakonec jej ztratila poměrem her 8–10.
Únorový St. Petesburg Ladies Trophy přinesl rychlé vyřazení od šťastné poražené kvalifikantky Donny Vekićové. Přesto si z Petrohradu odvezla titul, když po boku Alicje Rosolské vyhrály deblovou soutěž. Úvodní fázi nezvládla s Číňankou Wang Čchiang na Dubai Tennis Championships. Na navazujícím Mexican Open se probojovala dp čtvrtfinále, v němž podlehla pozdější ukrajinské šampionce Lesje Curenkové. Na obou březnových velkých turnajích dohrála již v rané fázi. Nejdříve byla vyřazena ve druhém zápase Indian Wells Masters od Dominiky Cibulkové, aby poté dohrála v úvodu Miami Open s americkou kvalifikantkou Brengleovou, která jí oplatila lednovou porážku.
Ve finále dubnového Volvo Car Open v Charlestonu ji za 66 minut zdolala 19letá ruská tenistka Darja Kasatkinová po hladkém dvousetovém průběhu. Po dvou vzájemných výhrách tak utržila první porážku. Jednalo se o první finále dvou teenagerek na okruhu WTA Tour od říjnového Generali Ladies Linz 2009, kde se do závěrečného zápasu probojovaly Wickmayerová s Kvitovou. V následném vydání žebříčku postoupila na 50. místo, sedmnáct příček za osobní maximum. Poté zavítala na halový Porsche Tennis Grand Prix, kde postoupila z kvalifikace. V prvním kole hlavní soutěže však nenašla recept na Coco Vandewegheovou. Přesto si připsala druhý kariérní titul z kategorie WTA Premier, když s Raquel Atawovou triumfovaly ve stuttgartské čtyřhře po finálovém vítězství nad párem Katarina Srebotniková a Abigail Spearsová. Obě spoluhráčky si kromě finanční odměny odvezly jízdní kolo. Další antuková událost, J&T Banka Prague Open, znamenala semifinálovou účast a porážku v této fázi od Češky Kristýny Plíškové.

#### Šampionka na Roland-Garros

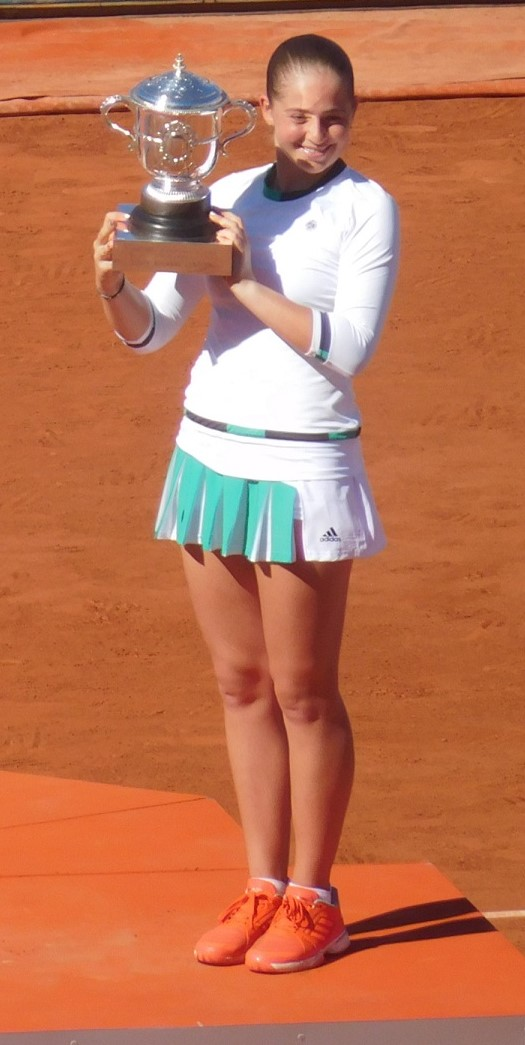
S pohárem Suzanne Lenglenové po zisku trofeje na Roland-Garros

Na French Open 2017 přijížděla jako 47. hráčka žebříčku WTA a jen se čtyřmi vyhranými zápasy na turnajích „velké čtyřky“. Poté, co v prvním kole ztratila úvodní set s Američankou Louisou Chiricovou, zahájila na cestě do finále vítěznou sérii. Po obratu v prvním utkání dovolila jak olympijské vítězce Mónice Puigové tak i Lesje Curenkové uhrát pouze pět gamů, aby ji ve čtvrtém kole nezastavila ani čerstvá vítězka ze Štrasburku a dvacátá třetí nasazená Australanka Samantha Stosurová, s níž dokázala také otočit nepříznivý průběh. Po vyřazení dánské turnajové jedenáctky Caroline Wozniacké postoupila do prvního kariérního semifinále na grandslamu, čímž již potřetí překonala své maximum v rámci turnajů „velké čtyřky“. Stala se také první teenagerkou v této fázi Roland-Garros po deseti letech, když naposledy před ní se to podařilo Aně Ivanovićové roku 2007.
V den svých 20. narozenin pak v semifinále vyřadila turnajovou třicítku Timeu Bacsinszkou ve třech setech a stala se první nenasazenou finalistkou Roland-Garros od roku 1983 a Mimi Jaušovecové, pátou celkově, stejně jako nejníže postavenou takovou hráčkou od zavedení žebříčku WTA v roce 1975. Stala se rovněž prvním lotyšským tenistou v historii, který postoupil do finále dvouhry na grandslamu.
V závěrečném duelu zdolala rumunskou světovou čtyřku Simonu Halepovou po třísetovém průběhu, když po ztrátě úvodní sady ve druhé i třetí sadě vždy doháněla nepříznivý vývoj po prohraném podání. Přesto oba sety otočila a na okruhu WTA Tour si připsala premiérovou trofej, znamenající i debutový grandslam. Stala se tak prvním lotyšským tenistou, jenž zvítězil v singlové soutěži Grand Slamu, nejmladší šampionkou Roland-Garros od roku 1997, první nenasazenou vítězkou od roku 1933 a vůbec nejníže postavenou takovou hráčkou od zavedení klasifikace WTA v roce 1975.
Pohár Suzanne Lenglenové přijala od francouzské vítězky z roku 1967 Françoise Dürrové a své pocity vyjádřila slovy: „Pořád tomu nemohu uvěřit, že jsem vítězkou Roland-Garros. Jsem strašně šťastná, slovy to nejde popsat. Byl to pro mě úžasný turnaj. Už jako dítě jsem French Open sledovala, byl to pro mě nejoblíbenější turnaj. Dnes se mi splnil sen.“
Při obhajobě trofeje na French Open 2018 ji v úvodním kole vyřadila šedesátá šestá žena žebříčku Kateryna Kozlovová z Ukrajiny. Soupeřka tak udržela 100% úspěšnost, když navýšila poměr vzájemných zápasů na 3–0. Ostapenková se stala teprve druhou obhájkyní trofeje na Roland Garros, jež nezvládla úvodní utkání. V předchozí historii všech ženských grandslamových turnajů se tato událost stala pětkrát. Lotyšská tenistka tak napodobila Steffi Grafovou (Wimbledon 1994), Jennifer Capriatiovou (Australian Open 2003), Anastasiji Myskinovou (French Open 2005) a Angelique Kerberovou (US Open 2017). Ostapenková po skončení turnaje opustila první světovou desítku.

## Trenérské vedení
Dlouhodobě se na její přípravě podílela matka Jelena Jakovljevová, bývalá profesionální tenistka, která vystudovala trenérství v magisterském oboru.
Mezi roky 2016–2017 ji koučovala Španělka Anabel Medinaová Garriguesová, poté David Taylor a v sezónách 2018–2019 Glenn Schaap. V říjnu 2019 se trenérkou stala francouzská wimbledonská šampionka Marion Bartoliová, která ji po sérii neúspěchů dovedla v prvním měsíci spolupráce do dvou finále včetně titulu v Lucemburku. Po špatném vstupu do sezóny 2020, a v souvislosti s těhotenstvím Bartoliové, poprvé ukončily spolupráci během kovidového přerušení sezóny. Jako dočasný trenér ji začal připravovat  Thomas Högstedt, který v minulosti vedl také Šarapovovou a Halepovou. Na pokračování spolupráce se však pro sezónu 2021 nedomluvili a Bartoliová se do týmu vrátila po narození dcery na únorovém Qatar Total Open 2021. V roce 2022 oznámila, že ji vede Ukrajinec Stanislav Chmarský.

## Finále na Grand Slamu

### Ženská dvouhra: 1 (1–0)
| Stav    | rok  | turnaj      | povrch | soupeřka ve finále | výsledek      |
| ------- | ---- | ----------- | ------ | ------------------ | ------------- |
| Vítězka | 2017 | French Open | antuka | Simona Halepová    | 4–6, 6–4, 6–3 |

### Ženská čtyřhra: 4 (1–3)
| Stav       | rok  | turnaj          | povrch | spoluhráčka         | soupeřky ve finále                      | výsledek           |
| ---------- | ---- | --------------- | ------ | ------------------- | --------------------------------------- | ------------------ |
| Finalistka | 2024 | Australian Open | tvrdý  | Ljudmyla Kičenoková | Sie Šu-wej Elise Mertensová             | 1–6, 5–7           |
| Vítězka    | 2024 | US Open         | tvrdý  | Ljudmyla Kičenoková | Kristina Mladenovicová Čang Šuaj        | 6–4, 6–3           |
| Finalistka | 2025 | Australian Open | tvrdý  | Sie Šu-wej          | Kateřina Siniaková Taylor Townsendová   | 2–6, 7–6(7–4), 3–6 |
| Finalistka | 2025 | Wimbledon       | tráva  | Sie Šu-wej          | Veronika Kuděrmetovová Elise Mertensová | 6–3, 2–6, 4–6      |

### Smíšená čtyřhra: 1 (0–1)
| Stav       | rok  | turnaj    | povrch | spoluhráč        | soupeři ve finále       | výsledek |
| ---------- | ---- | --------- | ------ | ---------------- | ----------------------- | -------- |
| Finalistka | 2019 | Wimbledon | tráva  | Robert Lindstedt | Latisha Chan Ivan Dodig | 2–6, 3–6 |

## Finále na okruhu WTA Tour
| Legenda                                                 |                          |
| D – dvouhra; Č – čtyřhra                                | D – dvouhra; Č – čtyřhra |
| ------------------------------------------------------- | ------------------------ |
| Grand Slam (1–0 D; 1–3 Č)                               |                          |
| Turnaj mistryň (0)                                      |                          |
| Premier Mandatory & Premier 5 / WTA 1000 (0–3 D; 2–3 Č) |                          |
| Premier / WTA 500 (5–2 D; 7–4 Č)                        |                          |
| International / WTA 250 (3–4 D; 1–1 Č)                  |                          |

### Dvouhra: 18 (9–9)
| Stav       | č. | datum           | turnaj                         | kategorie         | povrch      | soupeřka ve finále        | výsledek           |
| ---------- | -- | --------------- | ------------------------------ | ----------------- | ----------- | ------------------------- | ------------------ |
| Finalistka | 1. | 20. září 2015   | Québec, Kanada                 | International     | koberec (h) | Annika Becková            | 2–6, 2–6           |
| Finalistka | 2. | 27. února 2016  | Dauhá, Katar                   | Premier 5         | tvrdý       | Carla Suárezová Navarrová | 6–1, 4–6, 4–6      |
| Finalistka | 3. | 9. dubna 2017   | Charleston, Spojené státy      | Premier           | antuka (z)  | Darja Kasatkinová         | 3–6, 1–6           |
| Vítězka    | 1. | 10. června 2017 | French Open, Paříž, Francie    | Grand Slam        | antuka      | Simona Halepová           | 4–6, 6–4, 6–3      |
| Vítězka    | 2. | 24. září 2017   | Soul, Jižní Korea              | International     | tvrdý       | Beatriz Haddad Maiová     | 6–7(5–7), 6–1, 6–4 |
| Finalistka | 4. | 1. dubna 2018   | Miami, Spojené státy           | Premier Mandatory | tvrdý       | Sloane Stephensová        | 6–7(5–7), 1–6      |
| Finalistka | 5. | 13. října 2019  | Linec, Rakousko                | International     | tvrdý (h)   | Coco Gauffová             | 3–6, 6–1, 2–6      |
| Vítězka    | 3. | 20. října 2019  | Lucemburk, Lucembursko         | International     | tvrdý (h)   | Julia Görgesová           | 6–4, 6–1           |
| Vítězka    | 4. | 26. června 2021 | Eastbourne, Spojené království | WTA 500           | tráva       | Anett Kontaveitová        | 6–3, 6–3           |
| Finalistka | 6. | 19. září 2021   | Lucemburk, Lucembursko         | WTA 250           | tvrdý (h)   | Clara Tausonová           | 3–6, 6–4, 4–6      |
| Vítězka    | 5. | 19. února 2022  | Dubaj, Spojené arabské emiráty | WTA 500           | tvrdý       | Veronika Kuděrmetovová    | 6–0, 6–4           |
| Finalistka | 7. | 25. června 2022 | Eastbourne, Spojené království | WTA 500           | tráva       | Petra Kvitová             | 3–6, 2–6           |
| Finalistka | 8. | 25. září 2022   | Soul, Jižní Korea              | WTA 250           | tvrdý       | Jekatěrina Alexandrovová  | 6–7(4–7), 0–6      |
| Vítězka    | 6. | 25. června 2023 | Birmingham, Spojené království | WTA 250           | tráva       | Barbora Krejčíková        | 7–6(10–8), 6–4     |
| Vítězka    | 7. | 13. ledna 2024  | Adelaide, Austrálie            | WTA 500           | tvrdý       | Darja Kasatkinová         | 6–3, 6–2           |
| Vítězka    | 8. | 4. února 2024   | Linec, Rakousko                | WTA 500           | tvrdý (h)   | Jekatěrina Alexandrovová  | 6–2, 6–3           |
| Finalistka | 9. | 15. února 2025  | Dauhá, Katar                   | WTA 1000          | tvrdý       | Amanda Anisimovová        | 4–6, 3–6           |
| Vítězka    | 8. | 21. dubna 2025  | Stuttgart, Německo             | WTA 500           | antuka (h)  | Aryna Sabalenková         | 6–4, 6–1           |

### Čtyřhra: 22 (11–11)
| Stav       | č.  | datum             | turnaj                                | kategorie         | povrch     | spoluhráčka          | soupeřky ve finále                               | výsledek              |
| ---------- | --- | ----------------- | ------------------------------------- | ----------------- | ---------- | -------------------- | ------------------------------------------------ | --------------------- |
| Vítězka    | 1.  | 5. února 2017     | Petrohrad, Rusko                      | Premier           | tvrdý (h)  | Alicja Rosolská      | Darija Juraková Xenia Knollová                   | 3–6, 6–2, [10–5]      |
| Vítězka    | 2.  | 30. dubna 2017    | Stuttgart, Německo                    | Premier           | antuka (h) | Raquel Atawová       | Abigail Spearsová Katarina Srebotniková          | 6–4, 6–4              |
| Vítězka    | 3.  | 17. února 2018    | Dauhá, Katar                          | Premier 5         | tvrdý      | Gabriela Dabrowská   | Andreja Klepačová María José Martínez Sánchezová | 6–3, 6–3              |
| Finalistka | 1.  | 28. července 2019 | Jūrmala, Lotyšsko                     | International     | antuka     | Galina Voskobojevová | Sharon Fichmanová Nina Stojanovićová             | 6–2, 6–7(1-7), [6–10] |
| Finalistka | 2.  | 6. října 2019     | Peking, Čína                          | Premier Mandatory | tvrdý      | Dajana Jastremská    | Sofia Keninová Bethanie Mattek-Sandsová          | 3–6, 7–6(7–5), [7–10] |
| Finalistka | 3.  | 28. února 2020    | Dauhá, Katar                          | Premier 5         | tvrdý      | Gabriela Dabrowská   | Sie Šu-wej Barbora Strýcová                      | 2–6, 7–5, [2–10]      |
| Finalistka | 4.  | 6. března 2021    | Dauhá, Katar                          | WTA 500           | tvrdý      | Monica Niculescuová  | Nicole Melicharová Demi Schuursová               | 2–6, 6–2, [8–10]      |
| Vítězka    | 4.  | 23. října 2021    | Moskva, Rusko                         | WTA 500           | tvrdý (h)  | Kateřina Siniaková   | Nadija Kičenoková Ioana Raluca Olaruová          | 6–2, 4–6, [10–8]      |
| Finalistka | 5.  | 19. února 2022    | Dubaj, Spojené arabské emiráty        | WTA 500           | tvrdý      | Ljudmyla Kičenoková  | Veronika Kuděrmetovová Elise Mertensová          | 1–6, 3–6              |
| Vítězka    | 5.  | 19. června 2022   | Birmingham, Spojené království        | WTA 250           | tráva      | Ljudmyla Kičenoková  | Elise Mertensová Čang Šuaj                       | bez boje              |
| Finalistka | 6.  | 25. června 2022   | Eastbourne, Spojené království        | WTA 500           | tráva      | Ljudmyla Kičenoková  | Aleksandra Krunićová Magda Linetteová            | bez boje              |
| Vítězka    | 6.  | 21. srpna 2022    | Cincinnati, Spojené státy             | WTA 1000          | tvrdý      | Ljudmyla Kičenoková  | Nicole Melichar-Martinezová Ellen Perezová       | 7–6(7–5), 6–3         |
| Finalistka | 7.  | 17. února 2023    | Dauhá, Katar                          | WTA 500           | tvrdý      | Ljudmyla Kičenoková  | Coco Gauffová Jessica Pegulaová                  | 4–6, 6–2, [7–10]      |
| Vítězka    | 7.  | 7. ledna 2024     | Brisbane, Austrálie                   | WTA 500           | tvrdý      | Ljudmyla Kičenoková  | Greet Minnenová Heather Watsonová                | 7–5, 6–2              |
| Finalistka | 8.  | 28. ledna 2024    | Australian Open, Melborune, Austrálie | Grand Slam        | tvrdý      | Ljudmyla Kičenoková  | Sie Šu-wej Elise Mertensová                      | 1–6, 5–7              |
| Vítězka    | 8.  | 29. června 2024   | Eastbourne, Spojené království        | WTA 500           | tráva      | Ljudmyla Kičenoková  | Gabriela Dabrowská Erin Routliffeová             | 5–7, 7–6(7–2), [10–8] |
| Vítězka    | 9.  | 6. září 2024      | US Open, New York, Spojené státy      | Grand Slam        | tvrdý      | Ljudmyla Kičenoková  | Kristina Mladenovicová Čang Šuaj                 | 6–4, 6–3              |
| Finalistka | 9.  | 26. ledna 2025    | Australian Open, Melborune, Austrálie | Grand Slam        | tvrdý      | Sie Šu-wej           | Kateřina Siniaková Taylor Townsendová            | 2–6, 7–6(7–4), 3–6    |
| Vítězka    | 10. | 8. února 2025     | Abú Zabí, Spojené arabské emiráty     | WTA 500           | tvrdý      | Ellen Perezová       | Kristina Mladenovicová Čang Šuaj                 | 6–2, 6–1              |
| Finalistka | 10. | 22. února 2025    | Dubaj, Spojené arabské emiráty        | WTA 1000          | tvrdý      | Sie Šu-wej           | Kateřina Siniaková Taylor Townsendová            | 6–7(5–7), 4–6         |
| Vítězka    | 11. | 6. dubna 2025     | Charleston, Spojené státy             | WTA 500           | antuka (z) | Erin Routliffeová    | Caroline Dolehideová Desirae Krawczyková         | 6–4, 6–2              |
| Finalistka | 11. | 13. července 2025 | Wimbledon, Londýn, Spojeno království | Grand Slam        | tráva      | Sie Šu-wej           | Veronika Kuděrmetovová Elise Mertensová          | 6–3, 2–6, 4–6         |

## Finále na okruhu ITF
| Dotace turnajů okruhu ITF | Dotace turnajů okruhu ITF |
| ------------------------- | ------------------------- |
| 100 000 $ tournaments     | 80 000 $ tournaments      |
| 75 000 $ tournaments      | 60 000 $ tournaments      |
| 50 000 $ tournaments      | 25 000 $ tournaments      |
| 15 000 $ tournaments      | 10 000 $ tournaments      |

### Dvouhra: 10 (7–3)
| Stav       | č. | datum               | turnaj               | povrch      | soupeřka ve finále        | výsledek           |
| ---------- | -- | ------------------- | -------------------- | ----------- | ------------------------- | ------------------ |
| Vítězka    | 1. | 29. října 2012      | Stockholm, Švédsko   | tvrdý (h)   | Ellen Allgurinová         | 6–1, 6–3           |
| Vítězka    | 2. | 18. dubna 2013      | Helsingborg, Švédsko | koberec (h) | Ellen Allgurinová         | 6–2, 7–6(7–3)      |
| Vítězka    | 3. | 11. listopadu 2013  | Helsinky, Finsko     | tvrdý (h)   | Susanne Celiková          | 7–5, 4–6, 7–5      |
| Vítězka    | 4. | 7. dubna 2014       | Pula, Itálie         | antuka      | Jade Suvrijnová           | 7–6(7–4), 6–1      |
| Vítězka    | 5. | 21. dubna 2014      | Pula, Itálie         | antuka      | Yvonne Cavallé Reimersová | 6–2, 7–5           |
| Vítězka    | 6. | 28. dubna 2014      | Pula, Itálie         | antuka      | Alice Balducciová         | 4–6, 7–6(7–1), 6–3 |
| Finalistka | 1. | 17. listopadur 2014 | Zawada, Polsko       | koberec (h) | Océane Dodinová           | 5–7, 4–6           |
| Vítězka    | 7. | 23. února 2015      | Petrohrad, Rusko     | tvrdý (h)   | Patricia Maria Țigová     | 3–6, 7–5, 6–2      |
| Finalistka | 2. | 23. března 2015     | Kanton, Čína         | tvrdý       | Jelizaveta Kuličkovová    | 1–6, 7–5, 5–7      |
| Finalistka | 3. | 27. července 2015   | Sobota, Polsko       | antuka      | Petra Cetkovská           | 6–3, 5–7, 2–6      |

### Čtyřhra: 9 (8–1)
| Stav       | č. | datum              | turnaj                       | povrch      | spoluhráčka             | soupeřky ve finále                          | výsledek              |
| ---------- | -- | ------------------ | ---------------------------- | ----------- | ----------------------- | ------------------------------------------- | --------------------- |
| Vítězka    | 1. | 22. října 2012     | Stockholm, Švédsko           | tvrdý (h)   | Donika Bashotová        | Maria Mochová Eva Paalmová                  | 7–6(7–4), 6–1         |
| Vítězka    | 2. | 18. února 2013     | Helsingborg, Švédsko         | koberec (h) | Ellen Allgurinová       | Cornelia Listerová Lisanne van Rietová      | 6–2, 6–7(4–7), [10–7] |
| Vítězka    | 3. | 25. března 2013    | Tallinn, Estonsko            | tvrdý (h)   | Anett Kontaveitová      | Ljudmyla Kičenoková Nadija Kičenoková       | 2–6, 7–5, [10–0]      |
| Vítězka    | 4. | 15. července 2013  | Imola, Itálie                | koberec     | Ljudmyla Kičenoková     | Katharina Lehnertová Alice Matteucciová     | 6–4, 3–6, [10–3]      |
| Vítězka    | 5. | 11. listopadu 2013 | Helsinky, Finsko             | tvrdý (h)   | Eva Paalmová            | Quirine Lemoineová Martina Přádová          | 6–2, 5–7, [11–9]      |
| Vítězka    | 6. | 7. dubna 2014      | Pula, Itálie                 | antuka      | Mana Ajukawová          | Alice Balducciová Diana Buzeanová           | 7–5, 3–6 [10–5]       |
| Vítězka    | 7. | 21. dubna 2014     | Pula, Itálie                 | antuka      | Rosalie van der Hoeková | Yvonne Cavallé Reimersová Olga Sáez Larrová | 6–1, 2–6, [10–6]      |
| Vítězka    | 8. | 26. ledna 2015     | Andrézieux-Bouthéon, Francie | tvrdý (h)   | Gioia Barbieriová       | Lesley Kerkhoveová Ana Vrljićová            | 2–6, 7–6(7–4), [10–3] |
| Finalistka | 1. | 27. července 2015  | Sobota, Polsko               | antuka      | Cornelia Listerová      | Kiki Bertensová Richèl Hogenkampová         | 6–7(2–7), 4–6         |

## Finále na juniorském Grand Slamu

### Dvouhra juniorek: 1 (1–0)
| Stav    | rok  | turnaj    | povrch | soupeřka ve finále   | výsledek      |
| ------- | ---- | --------- | ------ | -------------------- | ------------- |
| Vítězka | 2014 | Wimbledon | tráva  | Kristína Schmiedlová | 2–6, 6–3, 6–0 |

## Chronologie výsledků na Grand Slamu

### Dvouhra
| Turnaj          | 2015    | 2016    | 2017    | 2018    | 2019    | 2020    | 2021    | 2022    | 2023    | 2024    | 2025    | SR     | V–P   |
| --------------- | ------- | ------- | ------- | ------- | ------- | ------- | ------- | ------- | ------- | ------- | ------- | ------ | ----- |
| Australian Open | A       | 1. kolo | 3. kolo | 3. kolo | 1. kolo | 2. kolo | 1. kolo | 3. kolo | ČF      | 3. kolo | 1. kolo | 0 / 10 | 13–10 |
| French Open     | Q1      | 1. kolo | Vítěz   | 1. kolo | 1. kolo | 3. kolo | 1. kolo | 2. kolo | 2. kolo | 2. kolo | 3. kolo | 1 / 10 | 14–9  |
| Wimbledon       | 2. kolo | 1. kolo | ČF      | SF      | 1. kolo | NH      | 3. kolo | 4. kolo | 2. kolo | ČF      | 1. kolo | 0 / 10 | 20–10 |
| US Open         | 2. kolo | 1. kolo | 3. kolo | 3. kolo | 3. kolo | A       | A       | 1. kolo | ČF      | 1. kolo |         | 0 / 8  | 11–8  |
| výhry–prohry    | 2–2     | 0–4     | 15–3    | 9–4     | 2–4     | 3–2     | 2–3     | 6–4     | 10–4    | 7–4     | 2–3     | 1 / 38 | 58–37 |

### Ženská čtyřhra
| Turnaj          | 2015 | 2016    | 2017    | 2018    | 2019    | 2020    | 2021    | 2022    | 2023    | 2024    | 2025    | SR     | V–P   |
| --------------- | ---- | ------- | ------- | ------- | ------- | ------- | ------- | ------- | ------- | ------- | ------- | ------ | ----- |
| Australian Open | A    | 1. kolo | 1. kolo | 1. kolo | 2. kolo | ČF      | 3. kolo | 2. kolo | 1. kolo | F       | F       | 0 / 10 | 17–10 |
| French Open     | A    | 1. kolo | 1. kolo | 1. kolo | ČF      | 3. kolo | 3. kolo | SF      | 2. kolo | 2. kolo | 2. kolo | 0 / 10 | 13–10 |
| Wimbledon       | A    | 3. kolo | 1. kolo | 3. kolo | 1. kolo | NH      | 2. kolo | SF      | 1. kolo | ČF      | F       | 0 / 9  | 17–7  |
| US Open         | A    | 2. kolo | 1. kolo | 1. kolo | ČF      | A       | A       | 3. kolo | 2. kolo | Vítěz   |         | 1 / 7  | 13–6  |
| výhry–prohry    | 0–0  | 3–4     | 0–4     | 2–3     | 6–4     | 5–2     | 5–2     | 11–4    | 2–4     | 15–3    | 12–3    | 1 / 36 | 61–33 |

Vysvětlivky
1. ↑  Odstoupení před 3. kolem Wimbledonu 2018 nebylo započítáno jako porážka.
2. ↑  Odstoupení před 2. kolem Wimbledonu 2021 nebylo započítáno jako porážka.
3. ↑  Odstoupení soupeřek před 2. kolem Wimbledonu 2024 nebylo započítáno jako výhra.

### Smíšená čtyřhra
| Turnaj          | 2016    | 2017    | 2018    | 2019 | 2020    | 2021    | 2022 | 2023    | 2024 | 2025    | SR     | V–P   |
| --------------- | ------- | ------- | ------- | ---- | ------- | ------- | ---- | ------- | ---- | ------- | ------ | ----- |
| Australian Open | A       | A       | A       | A    | 2. kolo | 1. kolo | A    | ČF      | A    | 1. kolo | 0 / 4  | 3–3   |
| French Open     | A       | 1. kolo | 1. kolo | A    | NH      | A       | A    | 1. kolo | A    | A       | 0 / 3  | 0–3   |
| Wimbledon       | SF      | A       | A       | F    | NH      | A       | ČF   | A       | A    | 1. kolo | 0 / 4  | 11–4  |
| US Open         | 1. kolo | 2. kolo | A       | A    | NH      | A       | ČF   | A       | A    |         | 0 / 3  | 3–3   |
| výhry–prohry    | 4–2     | 1–2     | 0–1     | 5–1  | 1–1     | 0–1     | 4–2  | 2–1     | 0–0  | 0–2     | 0 / 14 | 17–13 |

Vysvětlivky
1. ↑  Ostapenková s Vegou Hernándezem odstoupili před čtvrtfinále Australian Open 2023. Neodehrané utkání tak nebylo započítáno jako prohraný zápas.

| Legenda | Legenda                                   | Legenda | Legenda                     |
| ------- | ----------------------------------------- | ------- | --------------------------- |
| SR      | poměr vyhraných turnajů ku všem odehraným | W–L V–P | výhry–prohry                |
| NH      | daný rok se turnaj nekonal                | A       | turnaje se hráč nezúčastnil |
| 1Q / LQ | prohra v (kole) kvalifikace               | 1k / 1R | prohra v daném kole turnaje |
| QF / ČF | prohra ve čtvrtfinále                     | SF      | prohra v semifinále         |
| F       | prohra ve finále                          | Vítěz   | vítězství v turnaji         |

## Ocenění
| Rok  | Cena                                         |
| ---- | -------------------------------------------- |
| 2014 | Lotyšský sportovec roku – vycházející hvězda |
| 2017 | WTA – hráčka s největším zlepšením           |
| 2017 | Lotyšský sportovec roku – sportovkyně roku   |